# L'occhio della piovra
L'occhio della piovra è un romanzo di Serge Brussolo della serie Sigrid e i mondi perduti. 

## Trama
Il Bluedeep, un sommergibile con un equipaggio composto di adulti-bambini, naviga in un oceano pericoloso e insidioso, al cui contatto gli uomini vengono trasformati in pesci. Un complotto segreto portò dieci anni prima alla distruzione dell'unico fragile continente di quel mondo.
Sigrid, una giovane e coraggiosa esploratrice costretta a vivere sorvegliando gli angoli più oscuri del sottomarino, sente un'irresistibile attrazione per il mare che la circonda. Accerchiato dalle grandi piovre, l'equipaggio del Bluedeep si trova in difficoltà e sarà Sigrid, dall'animo fiero e dal grande cuore, a sfidare le tenebre marine e tutto ciò che vi si nasconde.

## Edizioni
- Serge Brussolo, L'occhio della piovra. Sigrid e i mondi perduti, Fanucci, 2003.